# Alliance of American Football
A Alliance of American Football (AAF) foi uma liga profissional de futebol americano fundada por Charlie Ebersol e Bill Polian. A primeira partida foi disputada no dia 9 de fevereiro de 2019, uma semana após o Super Bowl LIII da NFL. A AAF é formada por oito equipes, todas, exceto o Salt Lake Stallions, localizadas ao sul do paralelo 35 e todas as equipes, exceto Birmingham Iron, estão localizadas em áreas metropolitanas que possuem pelo menos uma das principais franquias esportivas profissionais. Dos oito times da liga, todos exceto o Arizona Hotshots e Atlanta Legends estão localizados em mercados sem uma equipe da NFL.

## História
O cineasta Charlie Ebersol foi inspirado a criar a AAF no final de 2016, depois de fazer o documentário This Was the XFL para a ESPN Films, pesquisando e examinando a história da XFL, ele chegou à conclusão de que o conceito era viável, mas que o produto acabado era mal executado, e o futebol ruim. Ele começou a desenvolver a AAF em dezembro de 2017, mais ou menos na mesma época em que o co-fundador da XFL, Vince McMahon, falar em reviver a antiga XFL. A AAF foi anunciada no dia 20 de março de 2018. Reconhecendo que a liga não teria a infraestrutura que a XFL tinha, a Ebersol procurou focar na criação de um produto de futebol sólido na esperança de atrair fãs. Ele contratou uma equipe de experientes jogadores de Futebol americano, treinadores e executivos para preparar a liga para o lançamento.
A AAF é supervisionada pelo ex-gerente geral da NFL, Bill Polian, o ex-segurança do Pittsburgh Steelers, Troy Polamalu, e o executivo J.K. McKay. Os consultores também incluem o ex-receiver dos Steelers, Hines Ward, ex-jogador do New York Giants e do Oakland Raiders Justin Tuck, o juiz aposentado Mike Pereira, atual analista de regras da Fox NFL, e o pai de Ebersol, executivo aposentado da NBC Sports (e co-fundador da XFL) Dick Ebersol.
Em 16 de outubro de 2018, a AAF anunciou seu cronograma, indicando o dia e a localização, mas não o tempo, de cada jogo. Em 27 de novembro, a liga realizou um draft de quatro rounds na Esports Arena em Luxor Las Vegas transmitido pela CBS Sports Network.A AAF começou sua temporada inaugural de 10 semanas em 9 de fevereiro de 2019. Os primeiros pontos da história da temporada regular da AAF foram marcados pelo kicker Younghoe Koo, do Atlanta Legends, que fez um field goal de 38 jardas contra o Orlando Apollos. O primeiro shutout na história da liga do Birmingham Iron na vitória contra os Memphis Express por 26 a 0, na primeira rodada. [15]Um playoff de quatro times será disputado com o jogo do campeonato no estádio Sam Boyd, perto de Las Vegas, planejado para o dia 27 de abril.  Se realizada, a segunda temporada AAF entrará em competição direta com a XFL, anunciada para em 2020.

## Equipes participantes

### Conferência Leste
| - Equipe        | Cidade              | Estádio                       | Capacidade | Primeira participação | Técnico         |
| --------------- | ------------------- | ----------------------------- | ---------- | --------------------- | --------------- |
| Atlanta Legends | Atlanta, Georgia    | Georgia State Stadium         | 24,333     | 2019                  | Kevin Coyle     |
| Birmingham Iron | Birmingham, Alabama | Legion Field                  | 71,594     | 2019                  | Tim Lewis       |
| Memphis Express | Memphis,Tennessee   | Liberty Bowl Memorial Stadium | 58,325     | 2019                  | Mike Singletary |
| Orlando Apollos | Orlando, Florida    | Spectrum Stadium              | 44,206     | 2019                  | Steve Spurrier  |

### Conferência Oeste

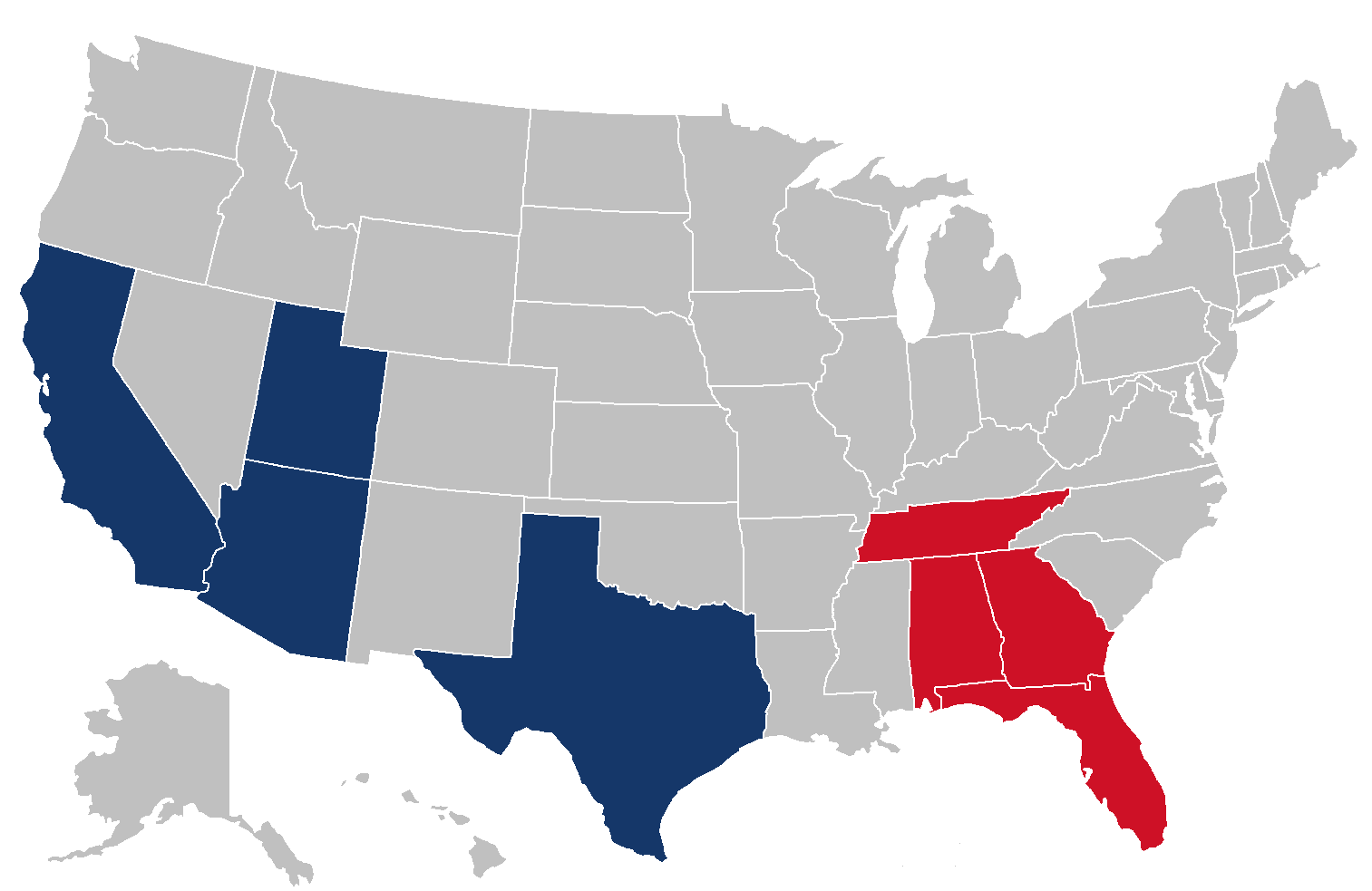
Conferência Leste
Conferência Oeste

| - Equipe               | Cidade                | Estádio             | Capacidade | Primeira participação | Técnico         |
| ---------------------- | --------------------- | ------------------- | ---------- | --------------------- | --------------- |
| Arizona Hotshots       | Tempe, Arizona        | Sun Devil Stadium   | 57,078     | 2019                  | Rick Neuheisel  |
| Salt Lake Stallions    | Salt Lake City, Utah  | Rice–Eccles Stadium | 45,807     | 2019                  | Dennis Erickson |
| San Antonio Commanders | San Antonio, Texas    | Alamodome           | 64,000     | 2019                  | Mike Riley      |
| San Diego Fleet        | San Diego, California | SDCCU Stadium       | 70,561     | 2019                  | Mike Martz      |